# Tightwad Almost Saves a Dollar
Tightwad Almost Saves a Dollar è un cortometraggio muto del 1912 prodotto dalla Nestor. Il nome del regista non viene riportato nei credit.

## Produzione
Il film fu prodotto dalla Nestor Film Company.

## Distribuzione
Distribuito dalla Motion Picture Distributors and Sales Company, il film - un cortometraggio di 60 metri - uscì nelle sale cinematografiche USA il 24 febbraio 1912.
Nelle proiezioni, veniva programmato con il sistema dello split reel, accorpato in un'unica bobina con due altri cortometraggi prodotti dalla Nestor, Settled Out of Court e il documentario Grand Canyon, Arizona.